# Kilmez (folyó)
A Kilmez  (oroszul Кильмезь, udmurtul Калмез [Kalmez]) folyó Oroszország európai részén, Udmurtföldön és a Kirovi terület délkeleti részén; a Vjatka bal oldali mellékfolyója.

## Földrajz
Hossza: 270 km, vízgyűjtő területe: 17 200 km² (vagy 17 525 km²), évi közepes vízhozama: 82 m³/s (Vicsmar falunál).
Mind hosszát, mind vízgyűjtő területét tekintve a Vjatka második legnagyobb mellékfolyója. A Felső-kámai-hátság nyúlványain, Udmurtföld központi vidékén ered és délnyugat felé folyik. Alsó folyásán, a Kirovi területen végig nyugat felé tartva, Uszty-Kilmez falunál éri a Vjatkát.
Síkvidéki folyó, völgyének szélessége helyenként a 3 km-t is eléri. Jobb partja lapos, bal partja általában valamivel magasabb. Felső szakaszának vidéke erősen mocsaras, a folyó maga is egy nagy kiterjedésű mocsárból ered. Vízgyűjtő területének kb. harmadát borítja erdő.
Főként hóolvadék táplálja. November elején befagy és április második felében, májusban szabadul fel a jég alól.
Jelentősebb mellékfolyói: jobbról a Lumpun (158 km) és a Lobany (169 km), balról a Vala (196 km).

## Települések
Két azonos nevű helység is található a folyó mentén, mindkettő a bal parton. Kilmez városi jellegű település a Kirovi terület Kilmezi járásának székhelye. A folyón kb. 20 km-rel följebb fekvő, udmurtiai Kilmez falu a Lumpun torkolatával szemben terül le. 1943-ban (vagy talán előbb is) a Gulag egyik lágere volt.
Nem közvetlenül a parton, de a folyó bal partja közelében helyezkedik el két udmurtföldi járási székhely, Szjumszi és Szelti.